# Merseburger Straße 40, 42, 44, 46, 48 (Weißenfels)

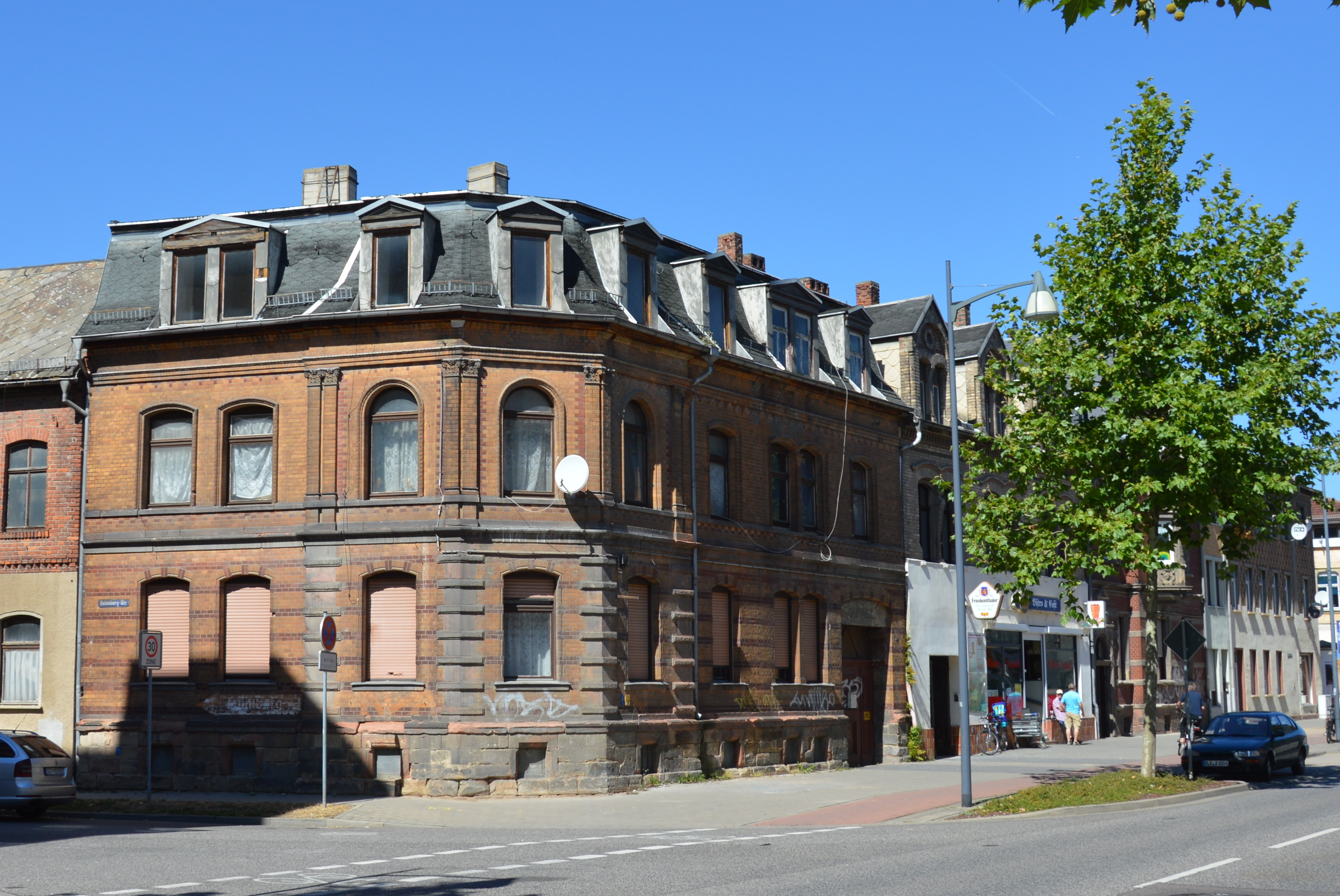
Häusergruppe Merseburger Straße 40, 42, 44, 46, 48

Merseburger Straße 40, 42, 44, 46, 48 ist die im örtlichen Denkmalverzeichnis eingetragene Bezeichnung für eine denkmalgeschützte Häusergruppe in Weißenfels in Sachsen-Anhalt.

## Lage
Sie befindet sich auf der Westseite der Merseburger Straße und wird südlich von der Gutenbergstraße und nördlich von der Wielandstraße begrenzt.

## Architektur und Geschichte
Zur Häusergruppe gehören fünf Wohn- und Geschäftshäuser aus der zweiten Hälfte des 19. Jahrhunderts. Die aus Ziegeln errichteten Gebäude sind zweigeschossig ausgeführt.
Die Häuserzeile gilt als Beispiel für eine typische Vorstadtbebauung dieser Zeit und ist weitgehend unverändert und mit diversen Details erhalten.
Im Denkmalverzeichnis ist die Häusergruppe unter der Erfassungsnummer 094 15271 als Denkmalbereich verzeichnet.